# Єрмолаївка
Єрмолаївка —  селище в Україні, у Синюхинобрідській сільській громаді Первомайського району Миколаївської області. Населення становить 97 осіб.